# Yukon-Charley Rivers National Preserve
Das Yukon-Charley Rivers National Preserve ist ein Naturschutzgebiet unter der Verwaltung des National Park Services im östlichen Zentral-Alaska an der Grenze zum kanadischen Territorium Yukon. Es beinhaltet 185 km des Yukon Rivers und das Einzugsgebiet  des Charley Rivers.

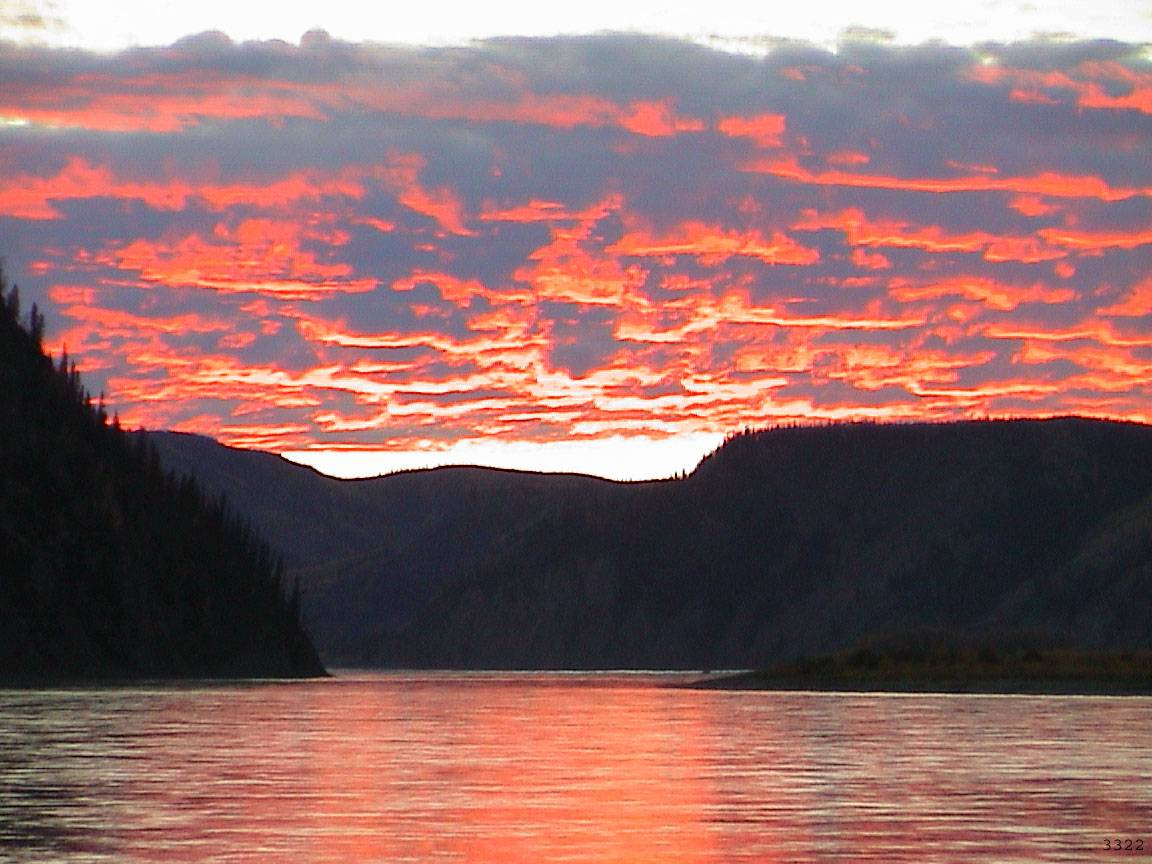
Sonnenuntergang am Yukon bei Slaven's Roadhouse

Der Charley River durchströmt – im Gegensatz zum Yukon, der durch die Niederungen fließt – höher gelegene Regionen mit Tundra und borealen Nadelwäldern. Erreichbar ist das Preserve, innerhalb dessen Grenzen es keine Straßen gibt, über Circle flussabwärts am Ende des Steese Highways oder Eagle an der Grenze zu Kanada am Ende des Taylor Highways. In Eagle befindet sich auch die Parkverwaltung.
Viele Relikte aus der Zeit des Goldrauschs am Klondike River Ende des 19. Jahrhunderts, zu dem viele Goldsucher über den Yukon gelangten, befinden sich ebenso in der Region des Schutzgebiets wie paläontologische und archäologische Fundstätten.
Das Schutzgebiet wurde am 1. Dezember 1978 als National Monument gegründet. Am 2. Dezember 1980 wurde der Status durch den Alaska National Interest Lands Conservation Act auf den eines National Preserves geändert.